# Parc national Alejandro de Humboldt
Pour les articles homonymes, voir Humboldt.
Le parc national Alejandro de Humboldt est un parc national situé dans les provinces cubaines de Holguín et de Guantánamo.
Le parc est inscrit au patrimoine mondial depuis 2001 en raison de sa richesse biologique et géologique. Il est également listé comme zone importante pour la conservation des oiseaux ou ZICO (Área Importante para la Conservación de las Aves ou IBA).

## Toponymie
Il a été nommé en hommage au scientifique allemand Alexander von Humboldt qui a visité l'île en 1800 et 1801.

## Situation
Le parc constitue une des zones centrales de la réserve de biosphère « Cuchillas del Toa »,.

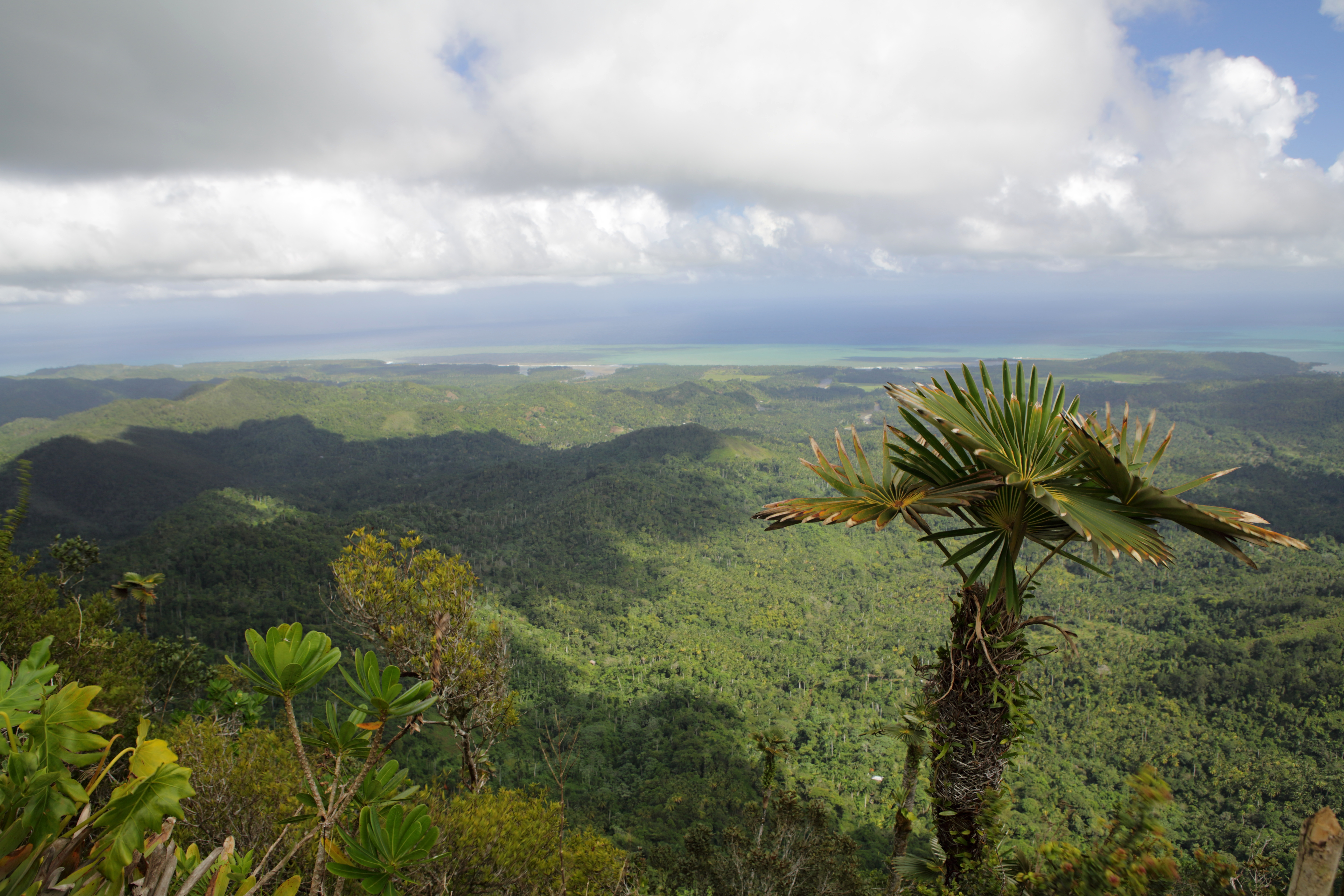
Vue depuis le mirador d'El Yunque vers la baie de Miel au N-E
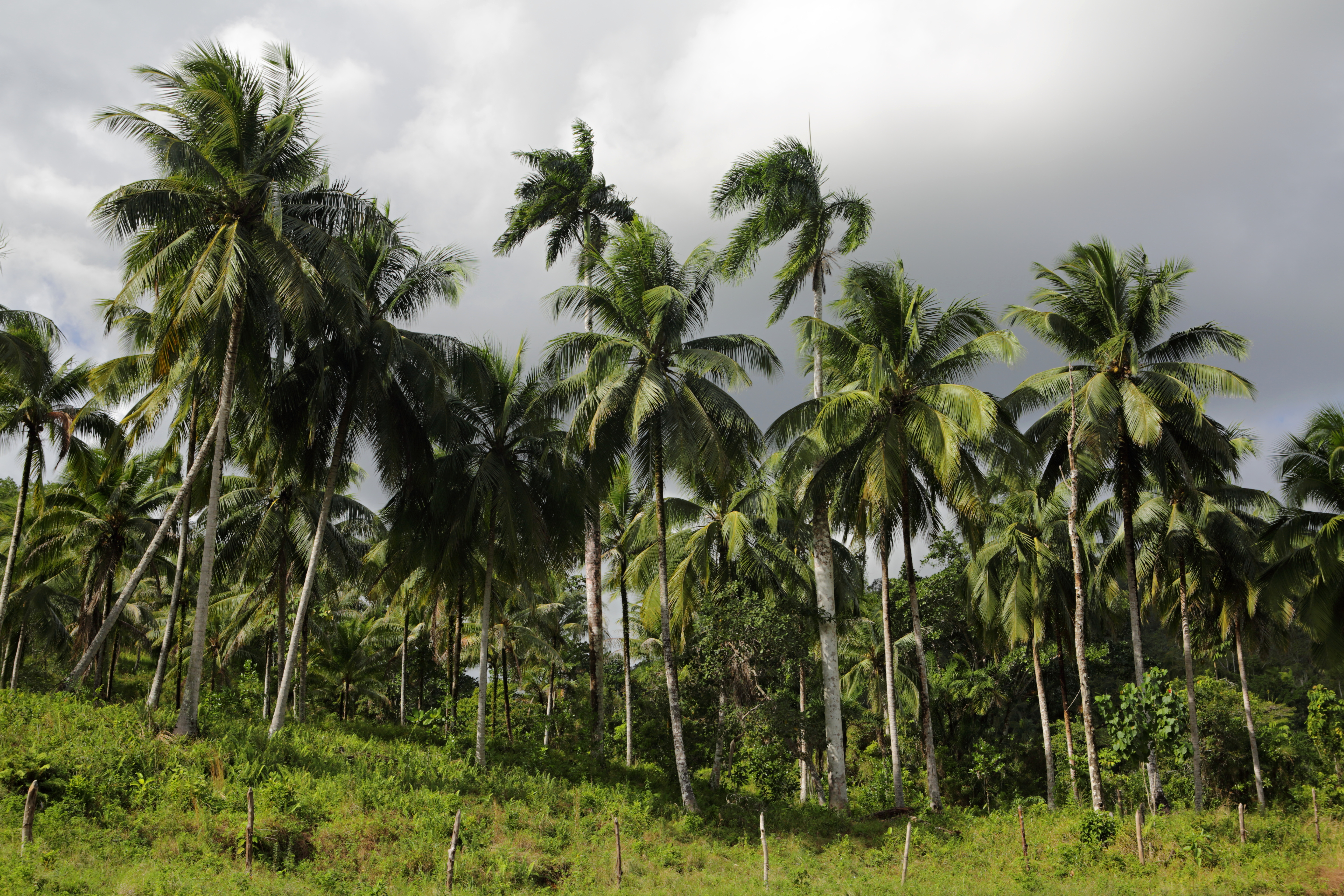
Palmiers
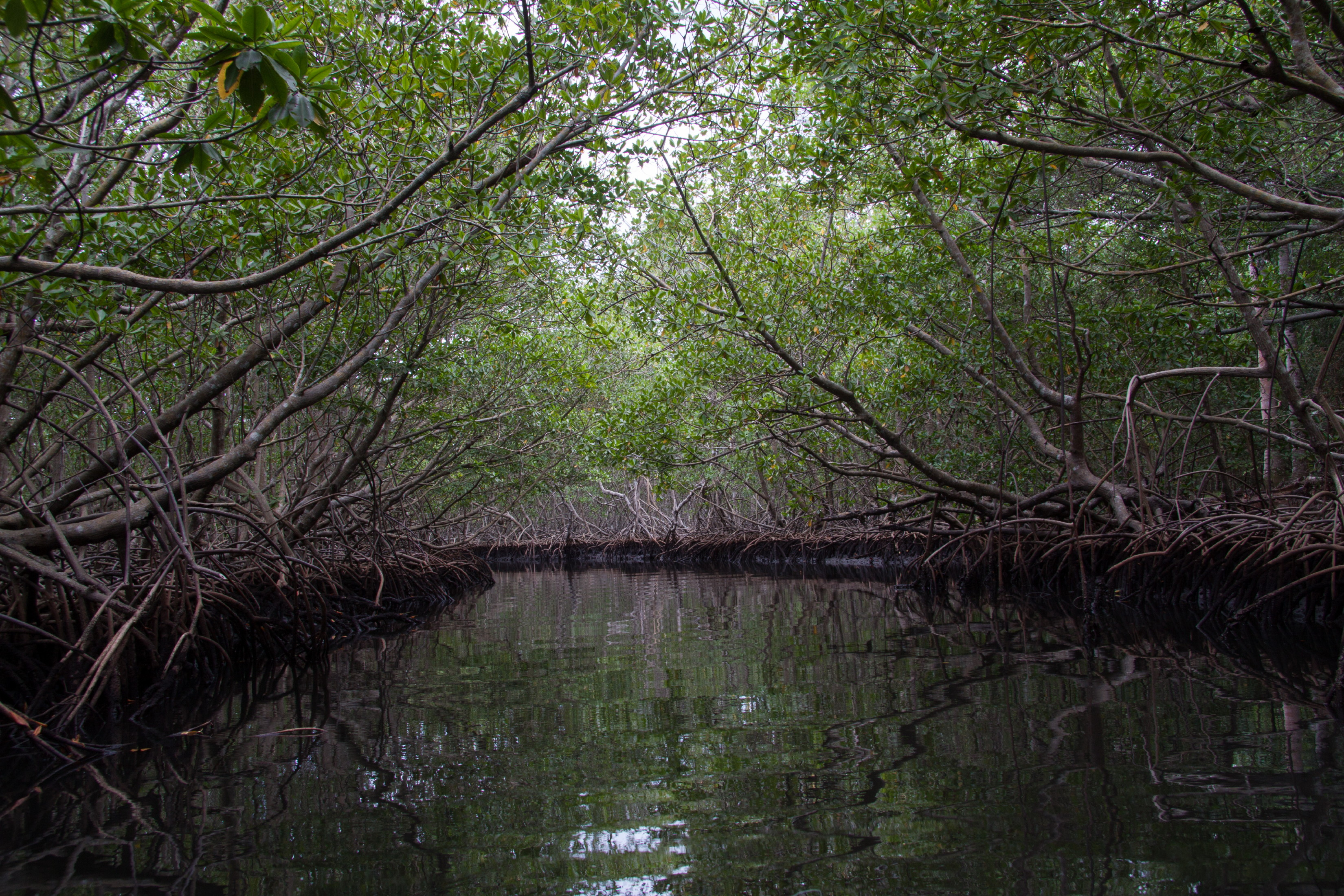
Le rio Taco, encadré par la mangrove, à son embouchure
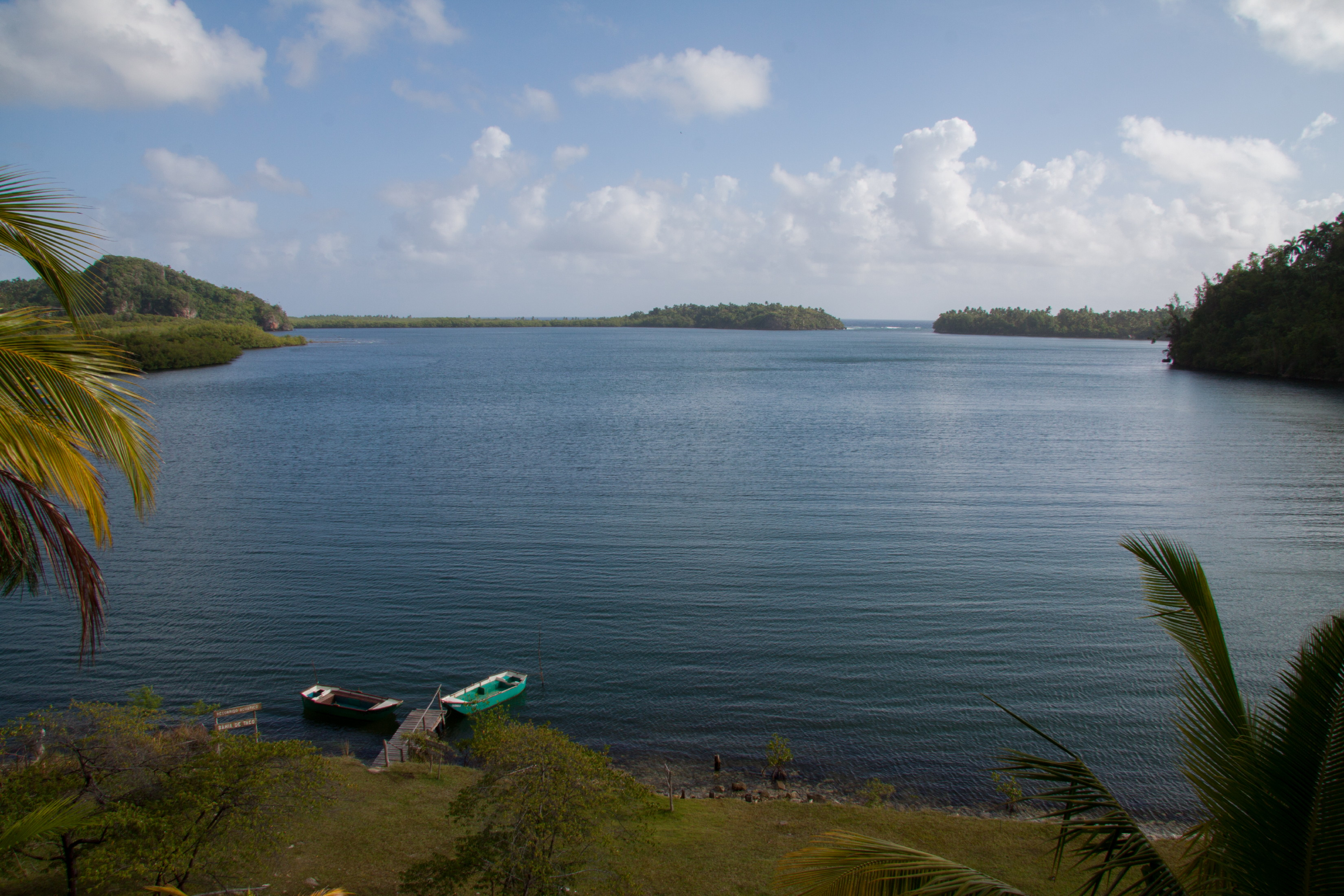
Baie du rio Taco

## Faune

### Mammifères
Le parc est le refuge de plusieurs mammifères endémiques, comme l'Almiquí de Cuba, petit insectivore nocturne en danger d'extinction, et le Hutia de Cuba, un gros rongeur arboricole. La partie maritime du parc est l'habitat du Lamantin des Caraïbes.

### Avifaune
Environ 129 espèces d'oiseaux, sédentaires ou migrateurs, ont été dénombrées dans le parc. Parmi les migrateurs, on compte la Paruline bleue, l'espèce la plus abondante dans les forêts du parc, où elle passe l'hiver. D'autres espèces migratrices bien représentées sont la Paruline flamboyante, la Paruline à couronne rousse, et la Paruline noir et blanc. À l'inverse, selon Pérez (2002), les populations de Paruline couronnée sont à la baisse. Parmi les espèces endémiques, la Paruline d'Oriente est la mieux représentée. Les autres espèces endémiques comprennent le Trogon de Cuba, le Todier de Cuba, le Pic poignardé, le Pic à bec ivoire, le Solitaire de Cuba, le Colibri d'Elena, l'Amazone de Cuba, la Conure de Cuba, et le Bec-en-croc de Cuba,.

Espèces migratrices présentes dans le Parc national
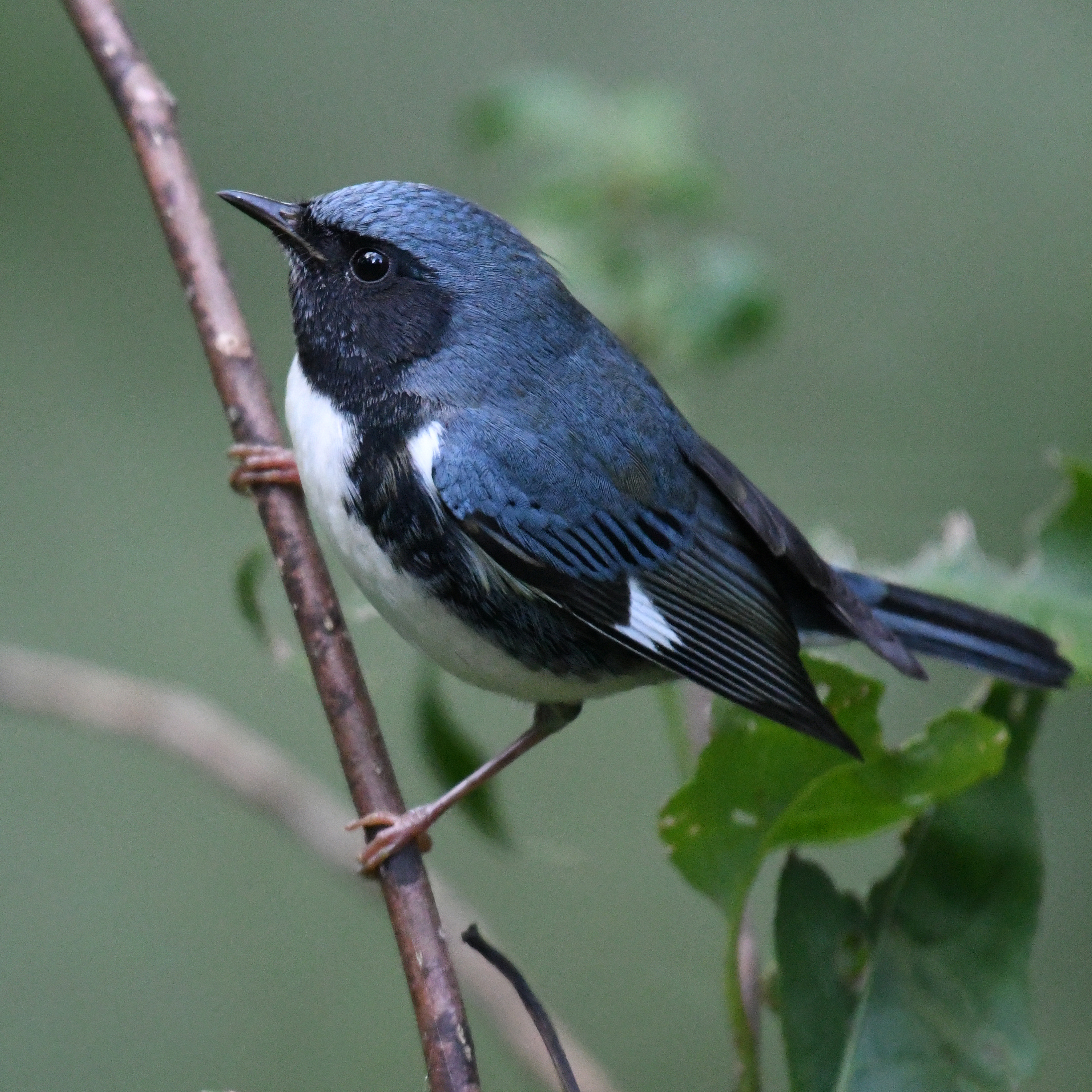
Paruline bleue
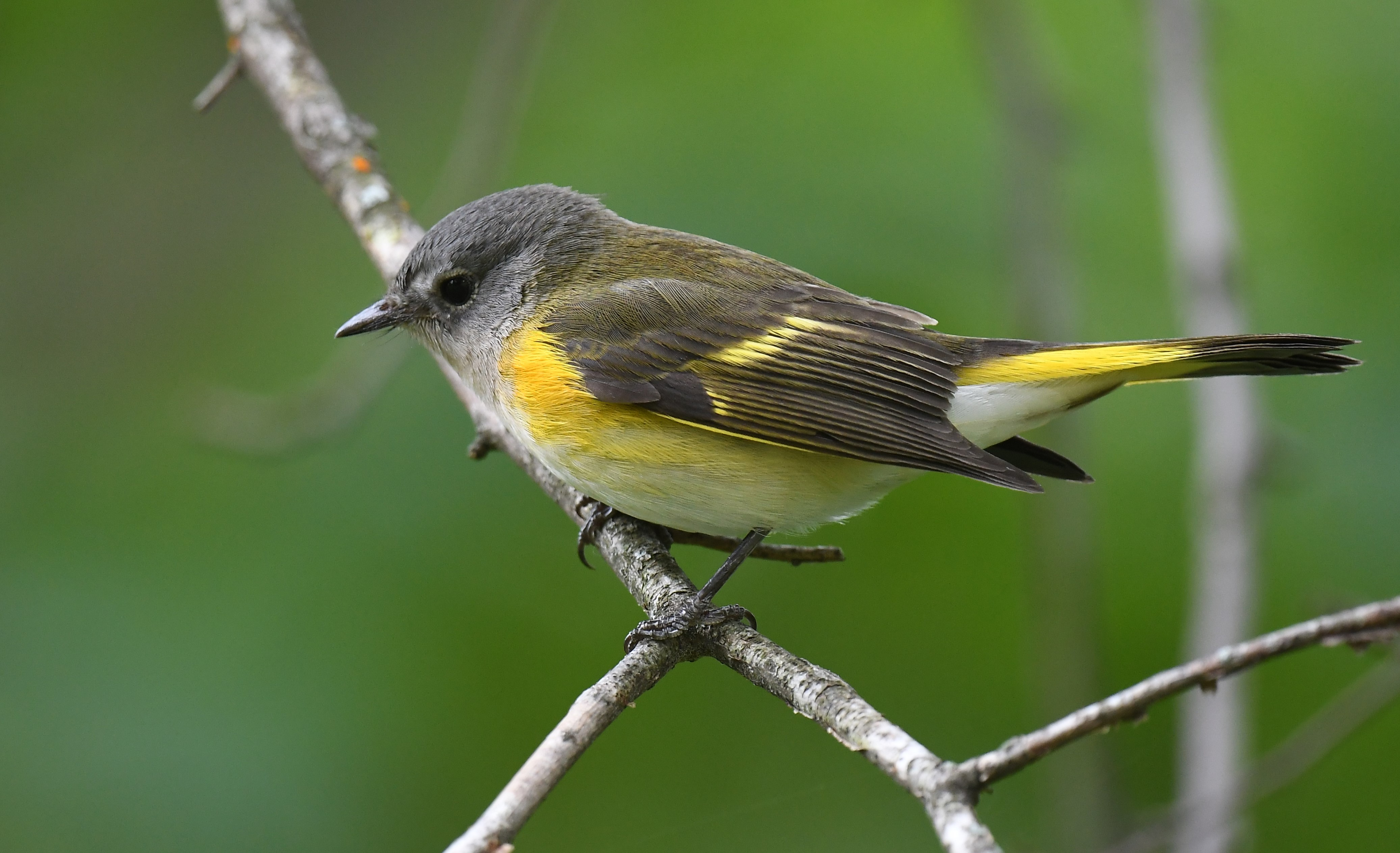
Paruline flamboyante
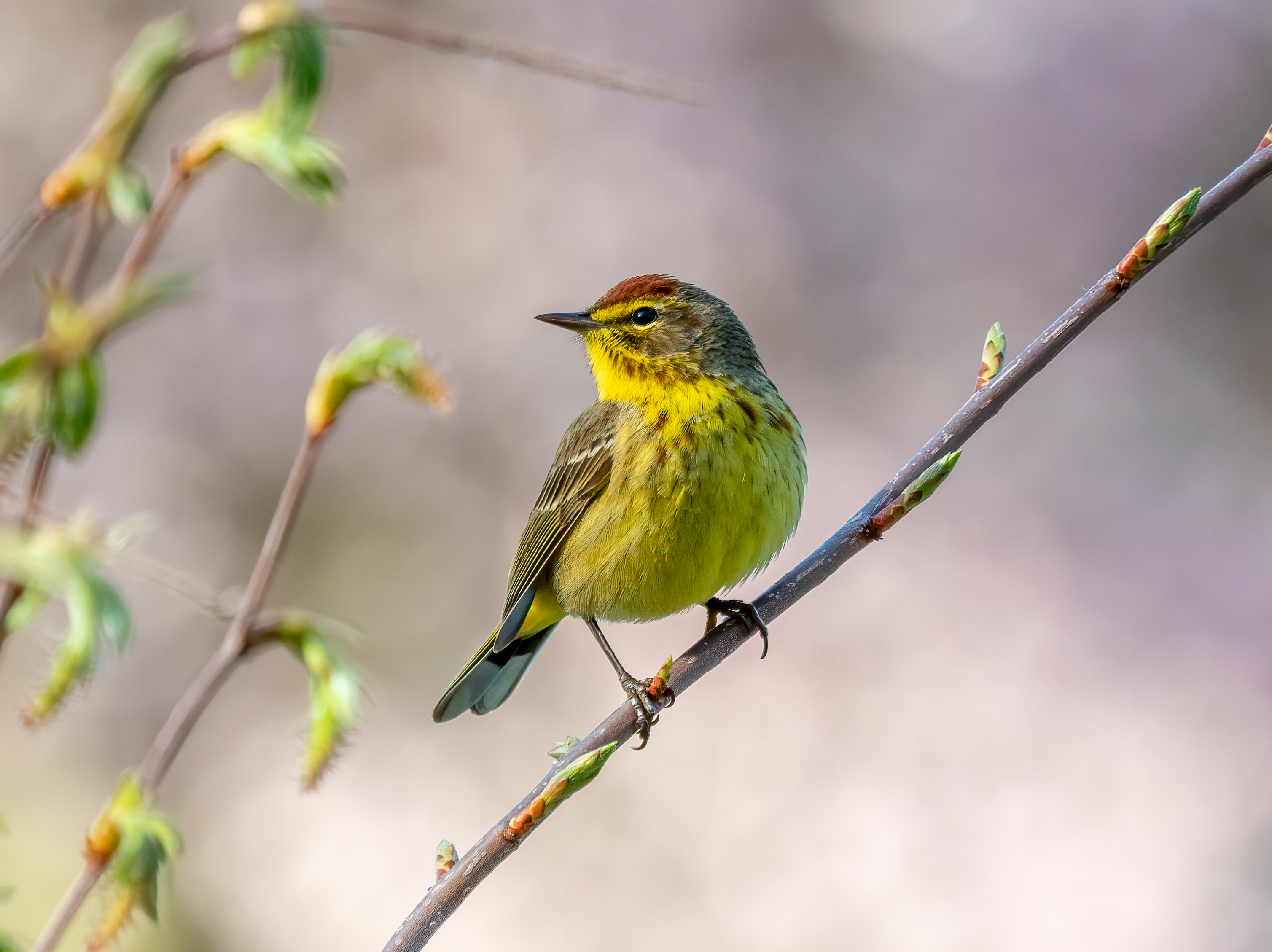
Paruline à couronne rousse
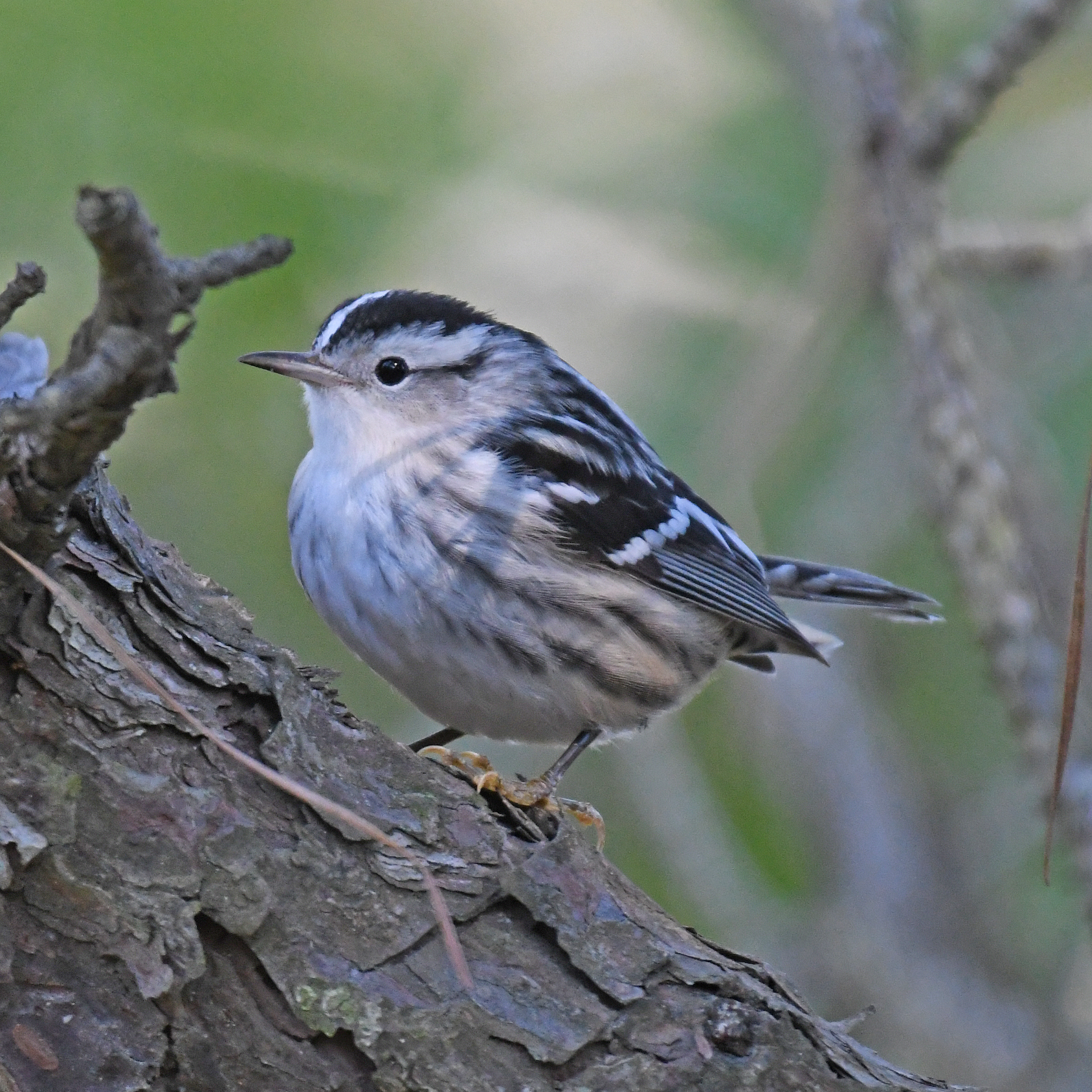
Paruline noir et blanc
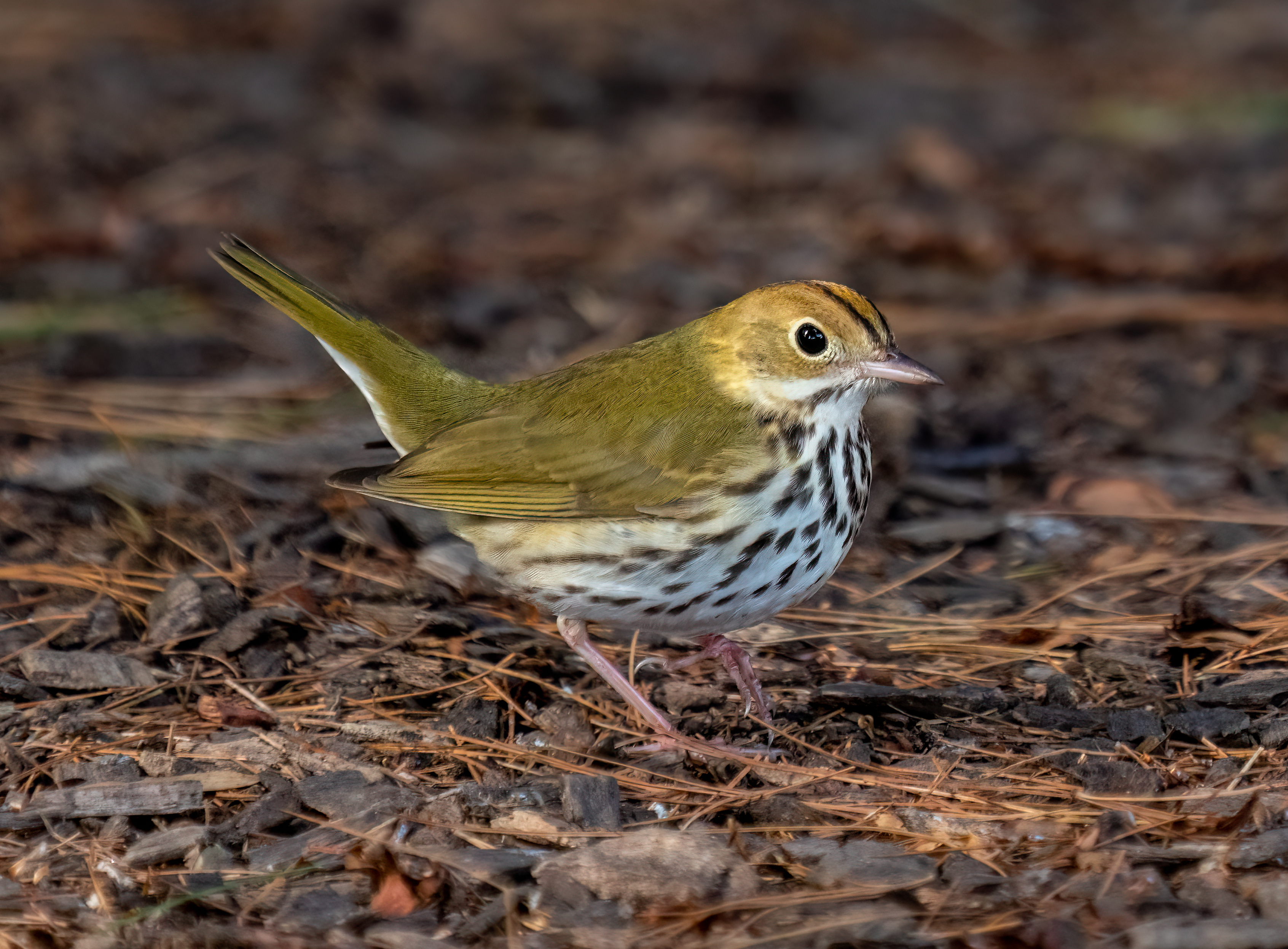
Paruline couronnée

Espèces endémiques
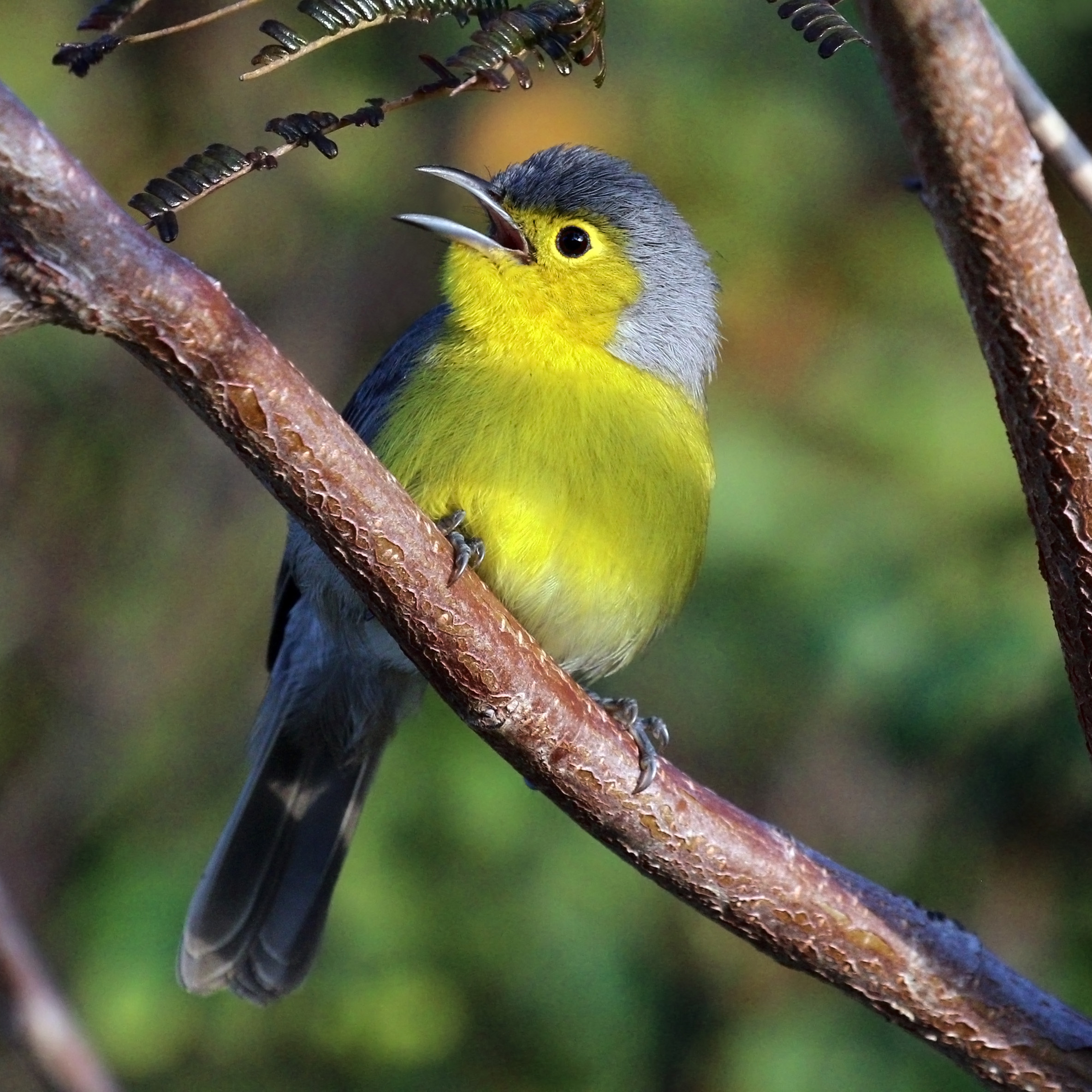
Paruline d'Oriente
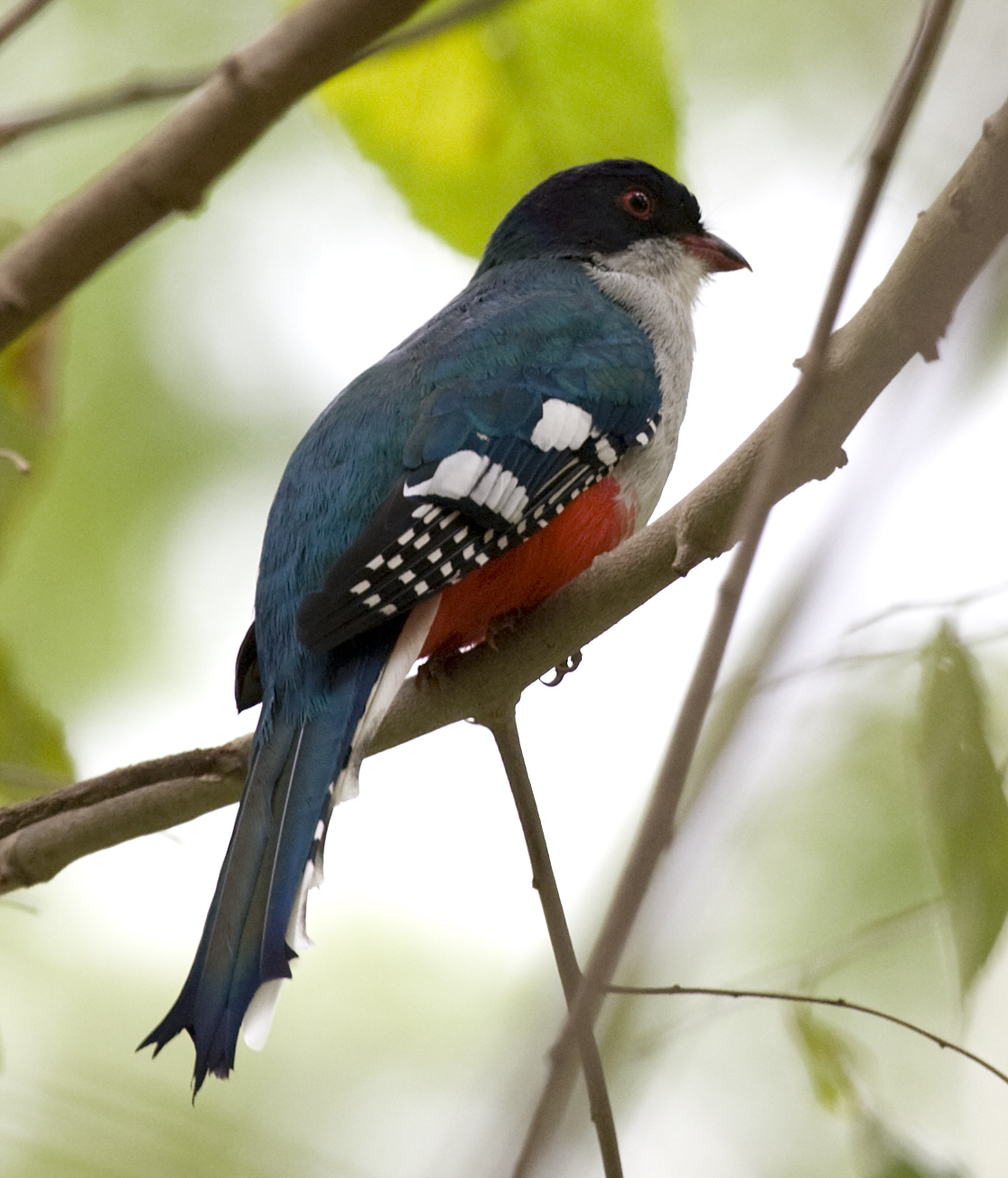
Trogon de Cuba
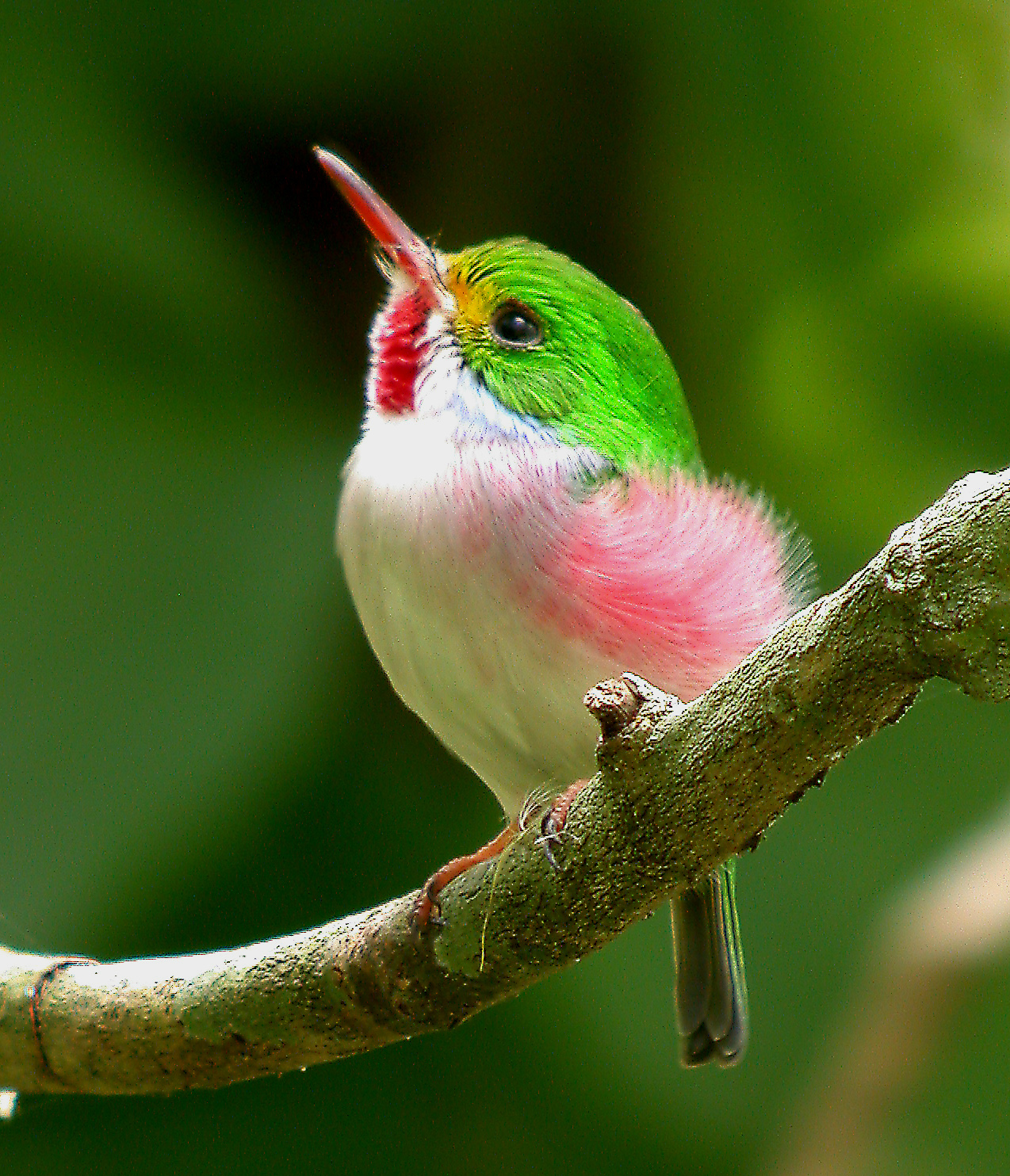
Todier de Cuba
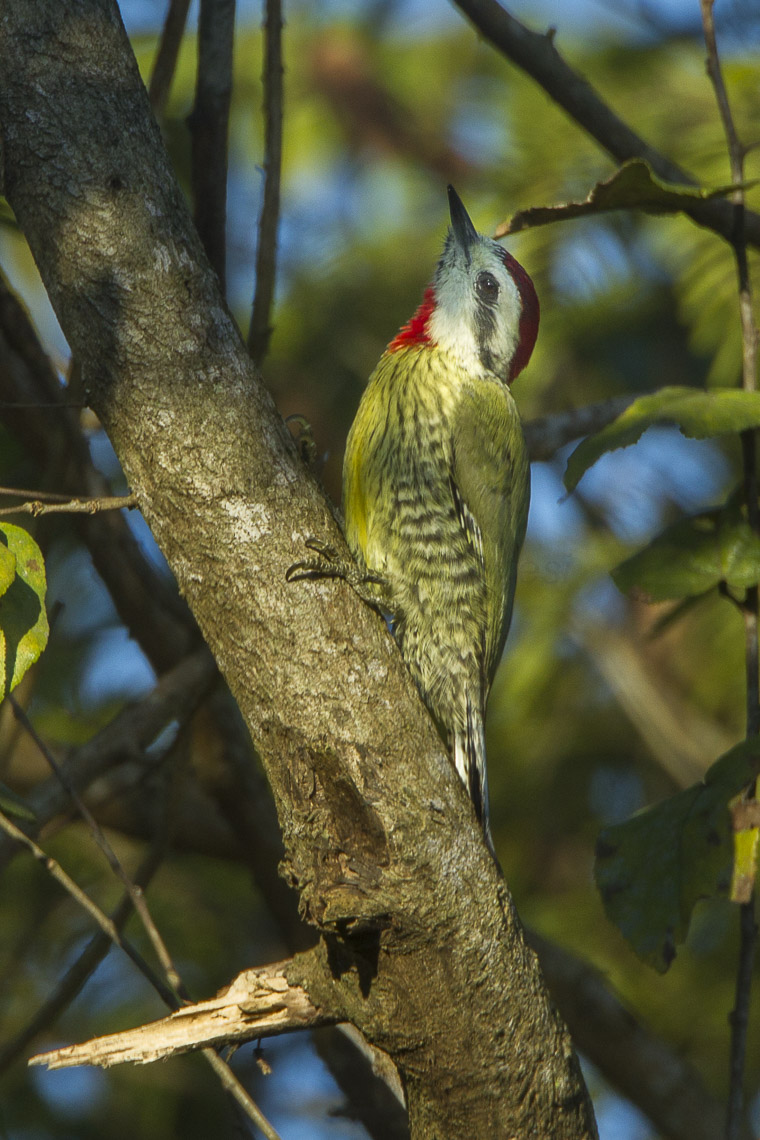
Pic poignardé
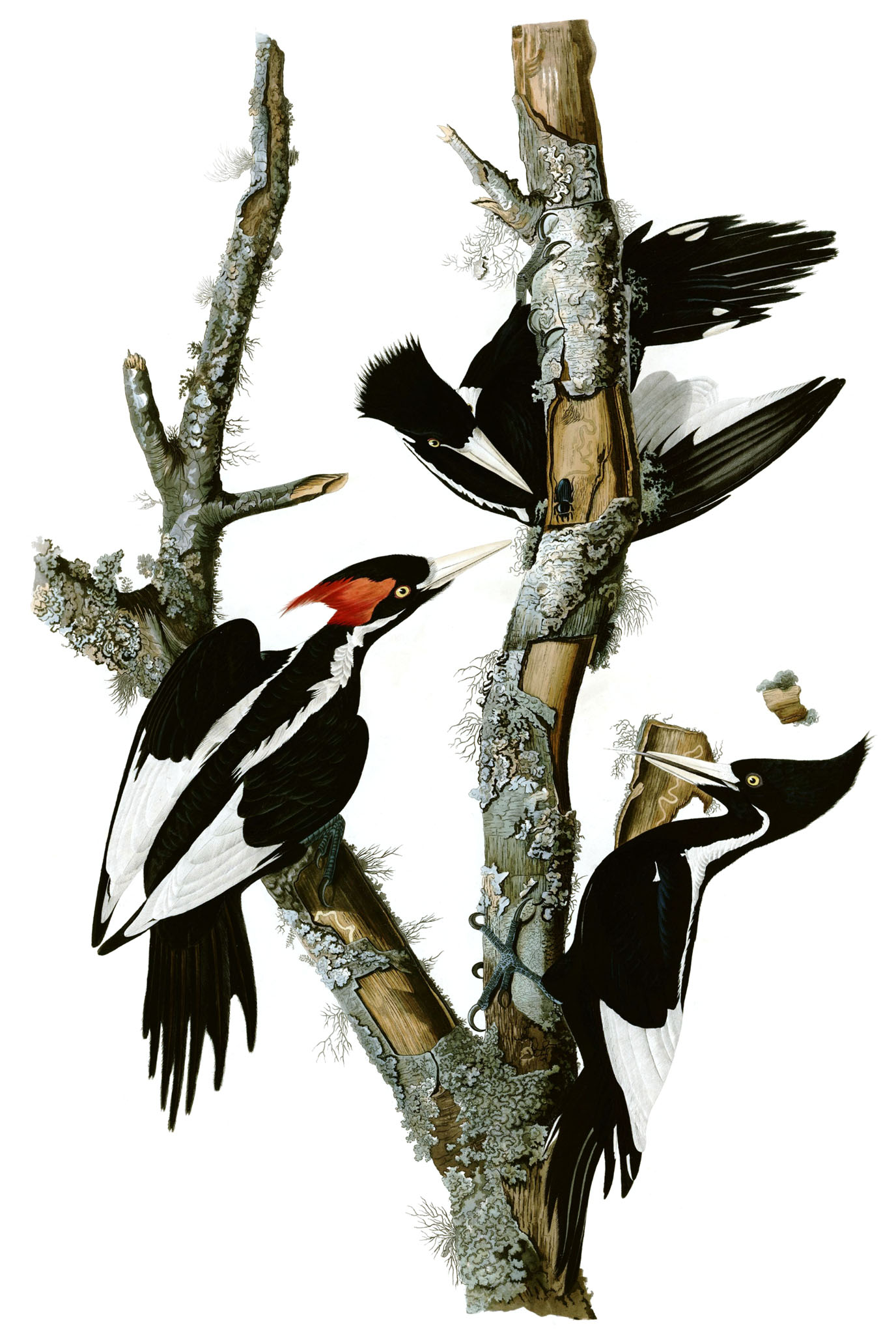
Pic à bec ivoire
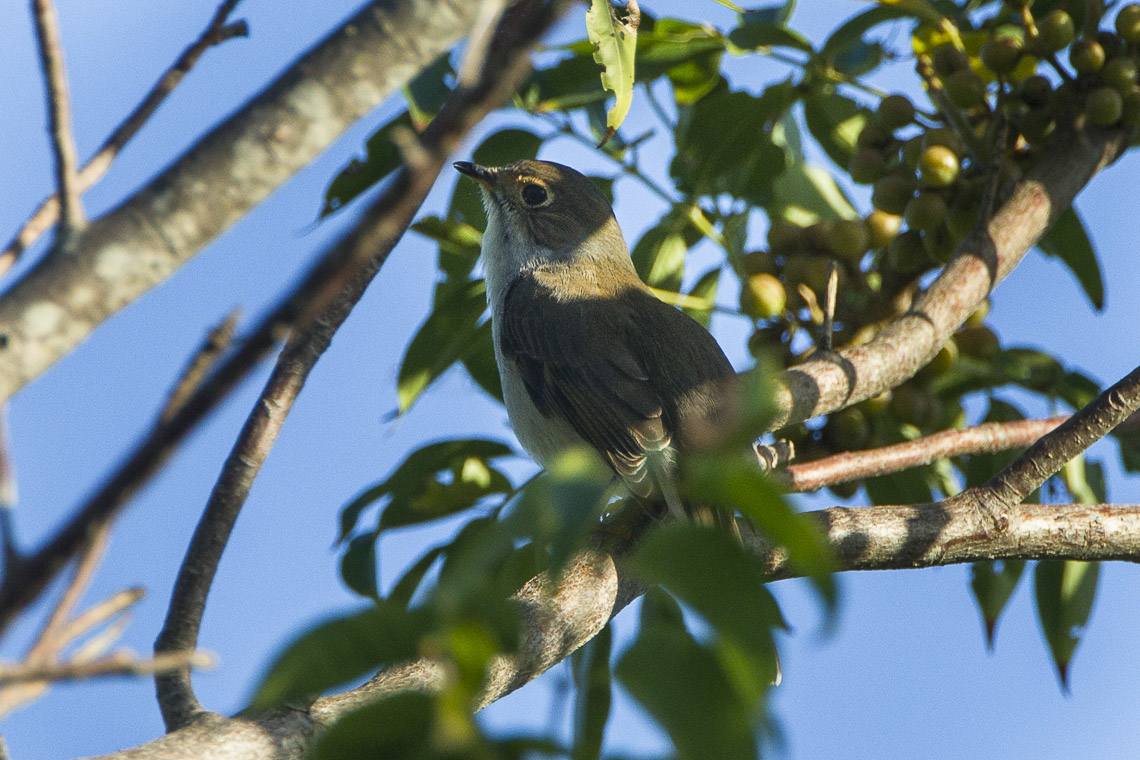
Solitaire de Cuba
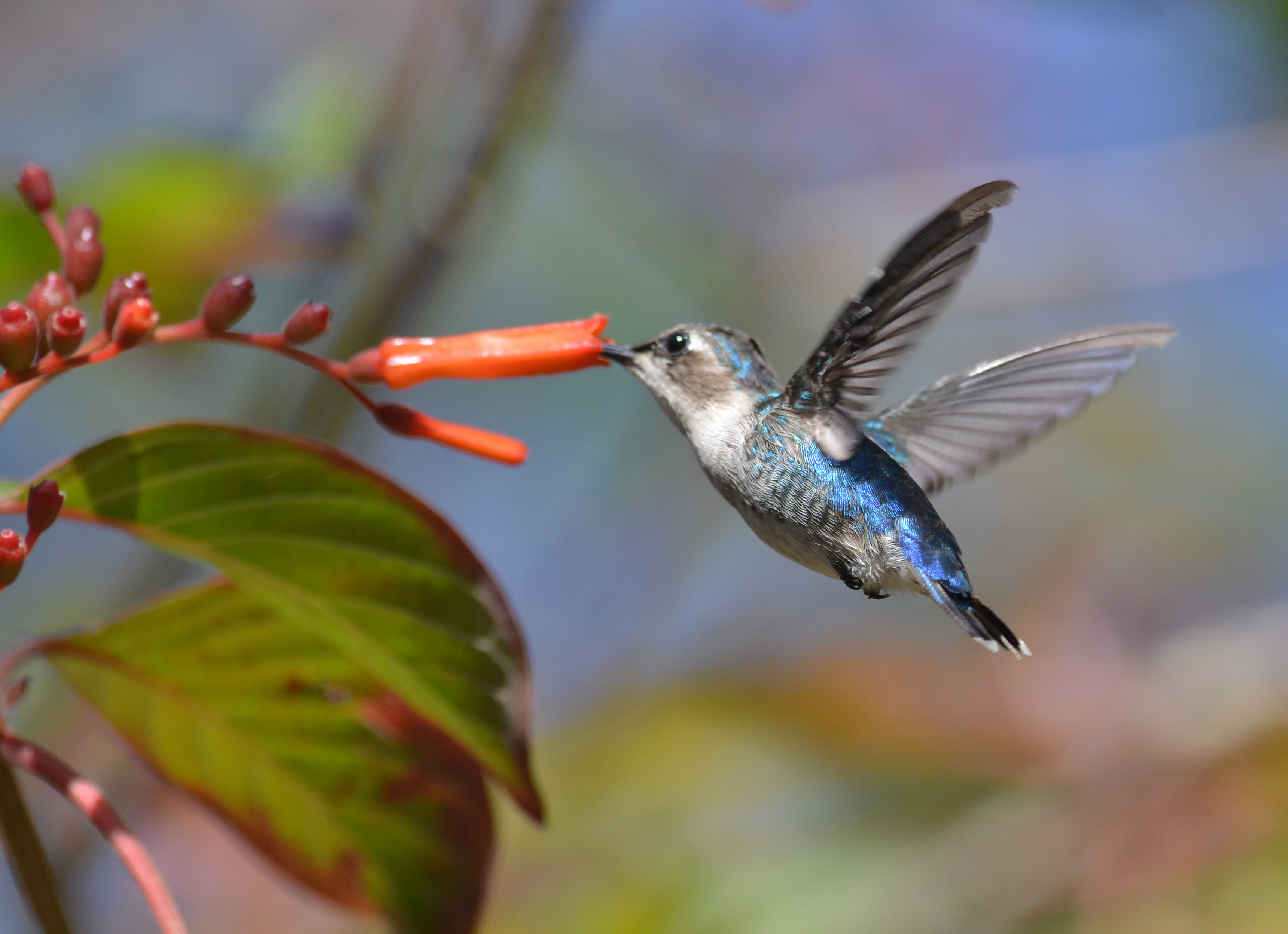
Colibri d'Elena

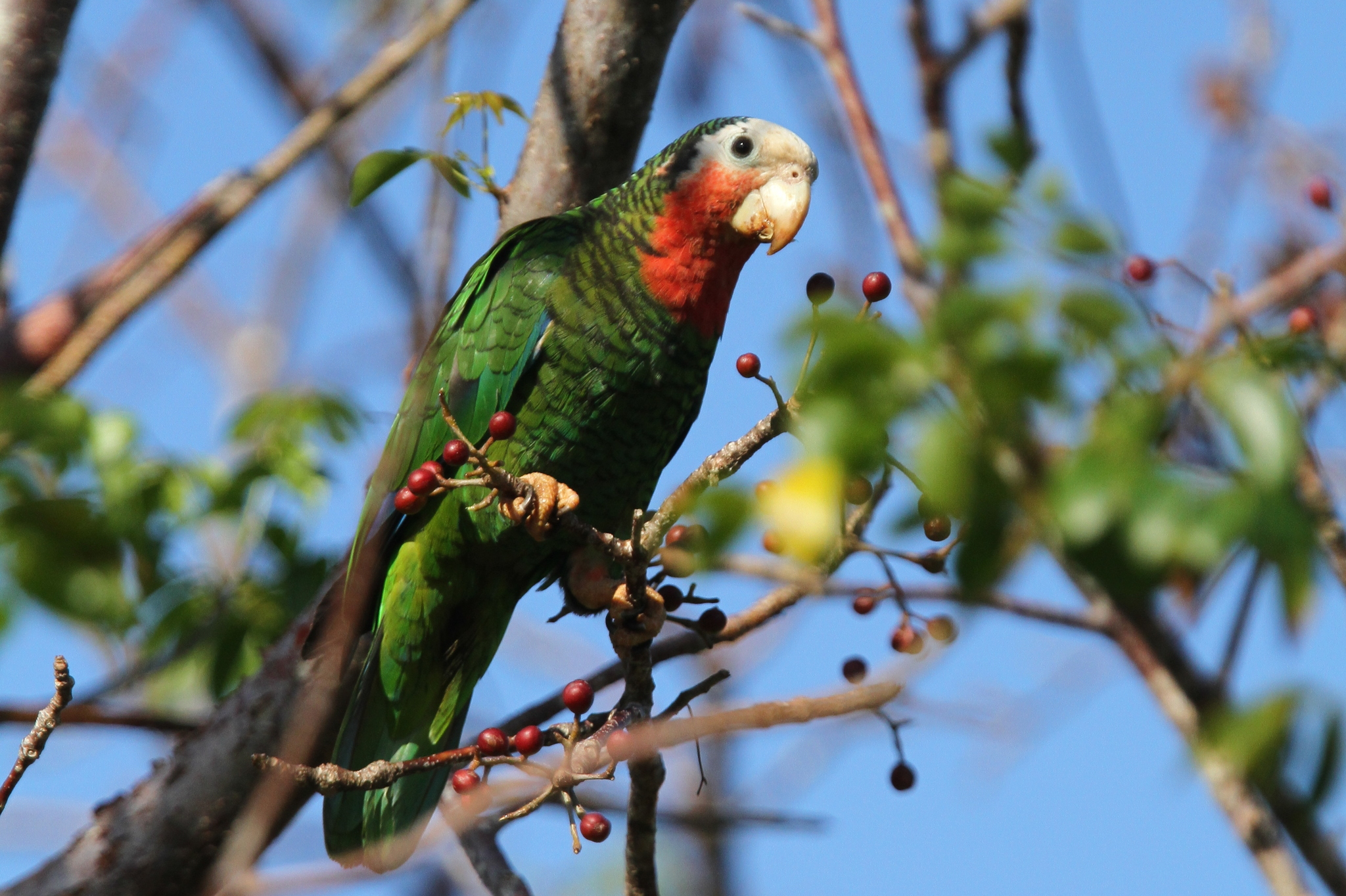
Amazone de Cuba
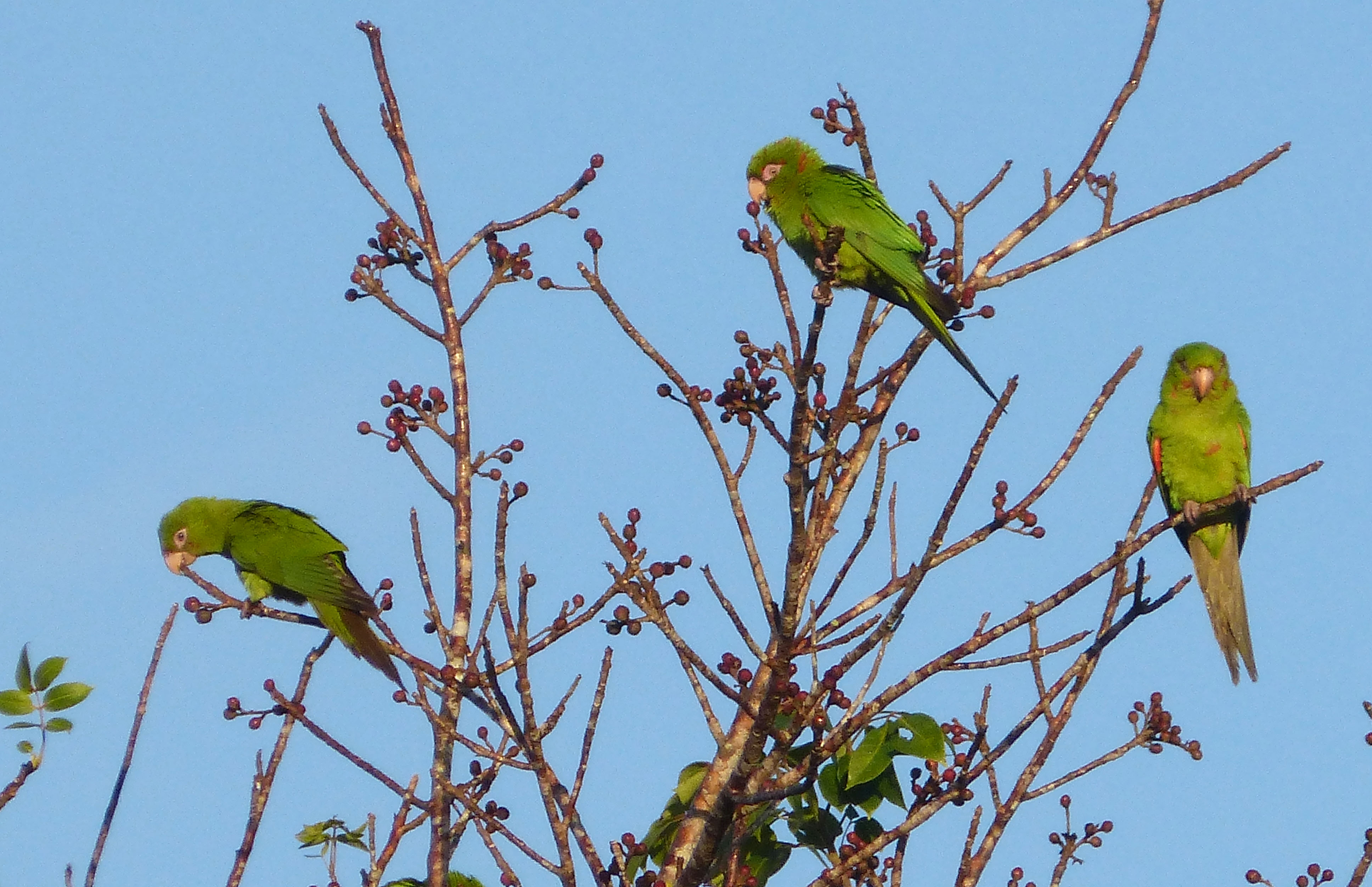
Conure de Cuba

### Amphibiens

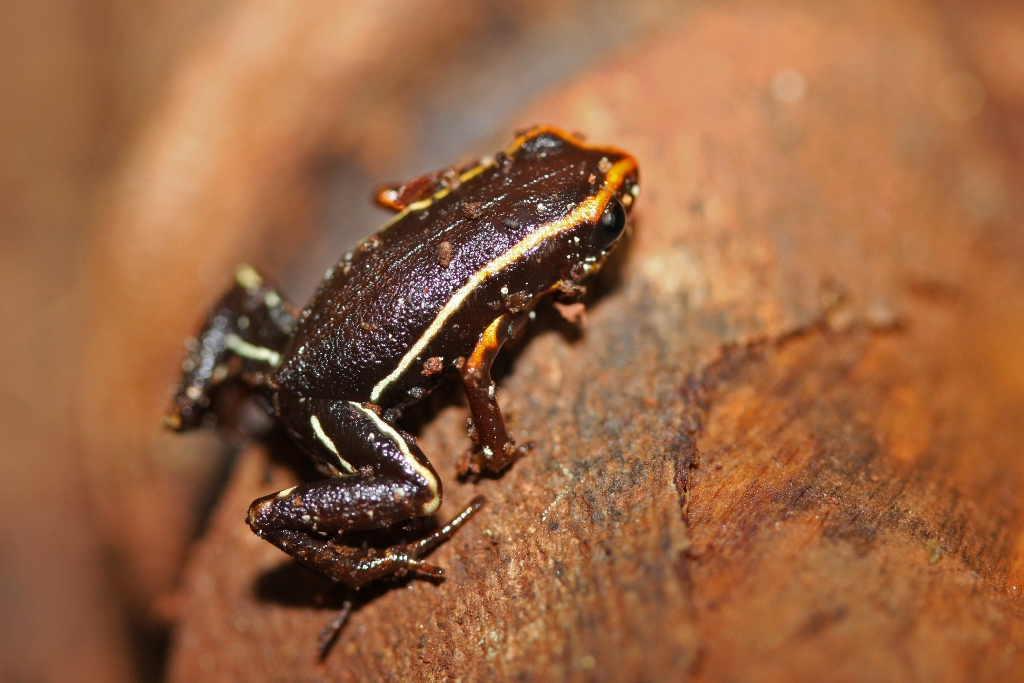
Eleutherodactylus iberia

Endémique de Cuba, et réputée être la plus petite grenouille au monde, Eleutherodactylus iberia fait partie des espèces en danger présentes dans le parc.

### Invertébrés

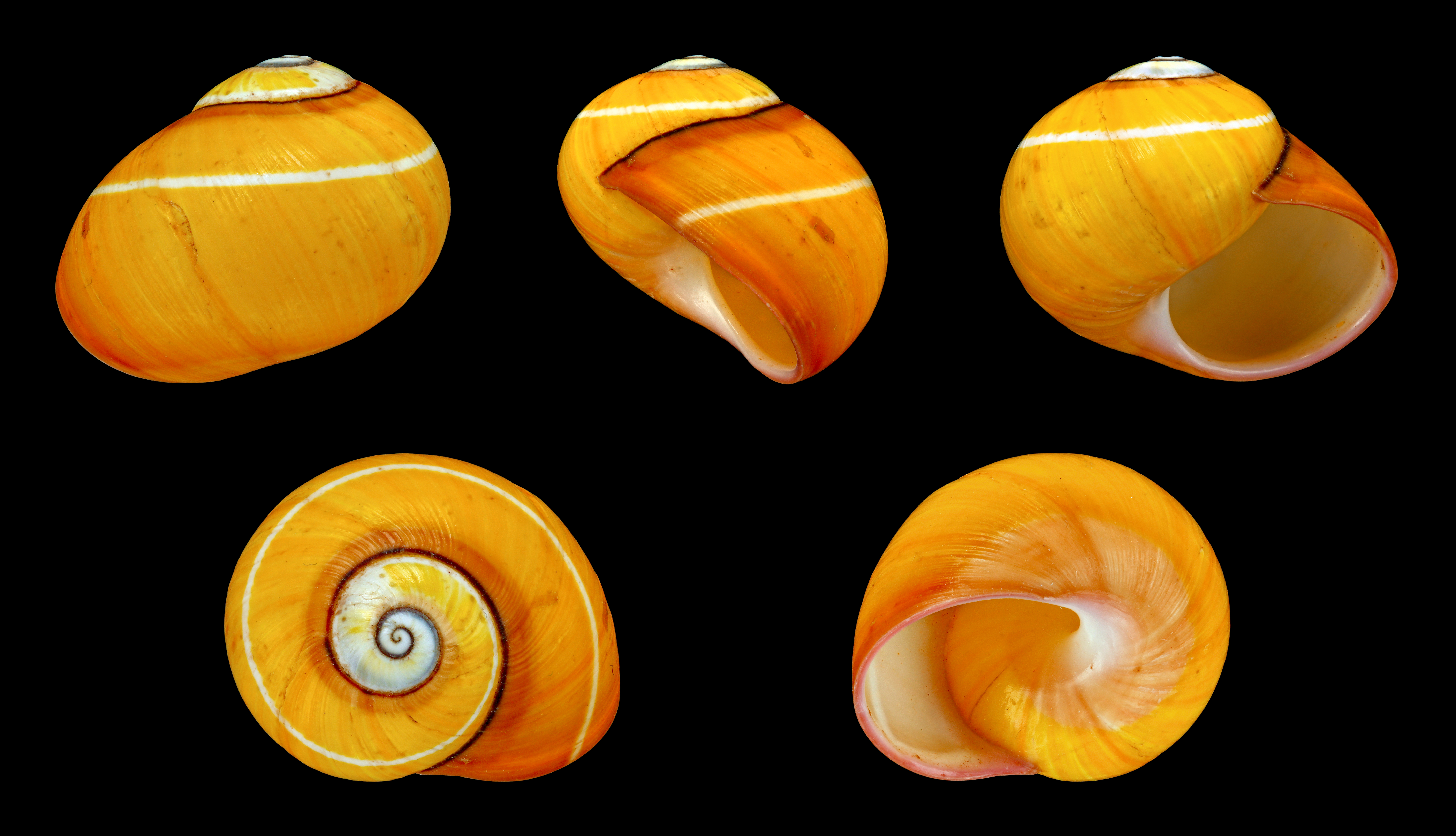
Polymita picta

Parmi les gastéropodes, le Polymita picta ou Escargot peint, est endémique de la région. Sa coquille colorée, très recherchée, a conduit à sa raréfaction.

## Flore
Les espèces les plus emblématiques du parc sont le Dragonnier de Cuba, et le Podocarpus ekmani.